# Liste der Baudenkmäler in Waldkirchen
Auf dieser Seite sind die Baudenkmäler in der niederbayerischen Stadt Waldkirchen zusammengestellt. Diese Tabelle ist eine Teilliste der Liste der Baudenkmäler in Bayern. Grundlage ist die Bayerische Denkmalliste, die auf Basis des Bayerischen Denkmalschutzgesetzes vom 1. Oktober 1973 erstmals erstellt wurde und seither durch das Bayerische Landesamt für Denkmalpflege geführt wird. Die folgenden Angaben ersetzen nicht die rechtsverbindliche Auskunft der Denkmalschutzbehörde.
 Die Liste gibt den Fortschreibungsstand vom 12. September 2019 wieder und umfasst 126 Baudenkmäler.

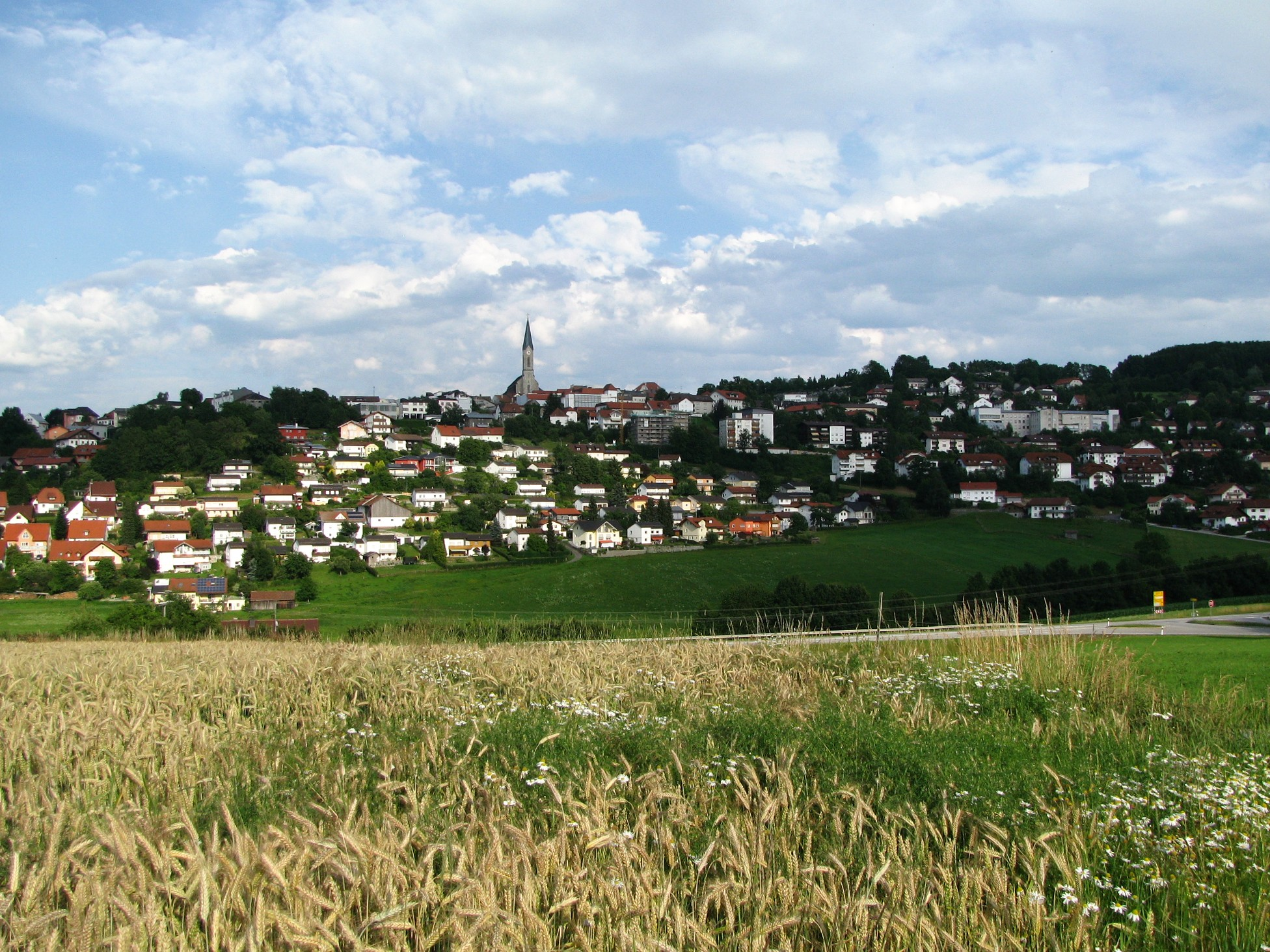
Waldkirchen im Bayerischen Wald

## Ensembles

### Ensemble Marktplatz

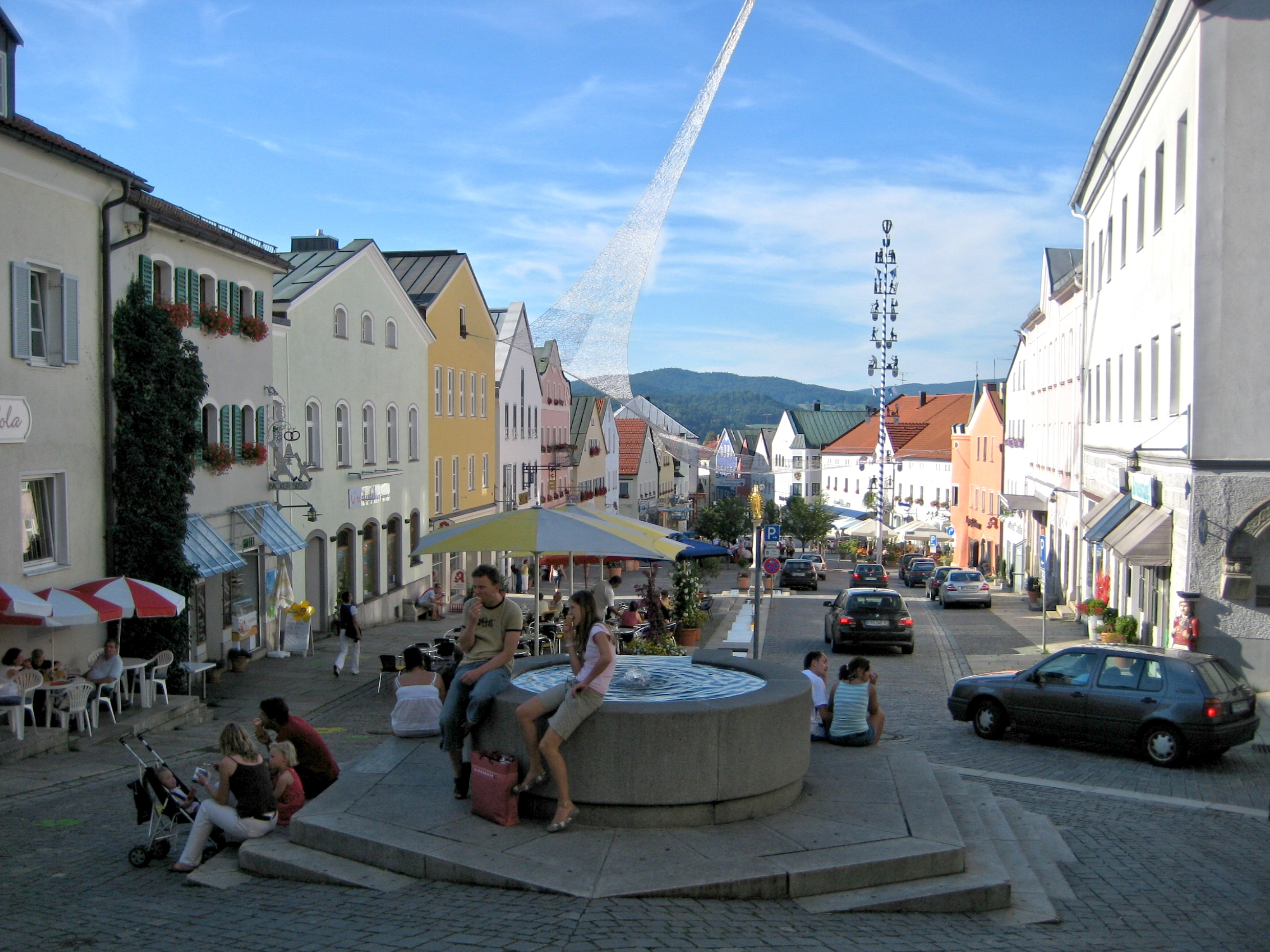
Der Marktplatz

Das Ensemble umfasst den nach Norden abfallenden Marktplatz mit der umgebenden Bebauung. Im nördlichen Bereich wird es durch den Verlauf der ehemaligen Stadtmauer begrenzt, im Süden mit der Fassade von Marktplatz 28. Waldkirchen war der Hauptort des von Kaiser Heinrich II. den Niedernburger Benediktinerinnen übergebenen Abteilandes, das 1217 in den Besitz der Passauer Bischöfe kam und seitdem den Kern des Hochstifts Passau bildete. Der Ort wird noch heute geprägt durch den Marktplatz als Raum der im 13. Jahrhundert von den Passauer Bischöfen verliehenen Marktfreiheit sowie die aus dem 15. Jahrhundert stammenden Reste der Ringmauer als Zeichen einer besonders geschützten Halte- und Niederlagsstelle des wichtigen Süd-Nord-Weges zwischen Passau und Prachatitz in Böhmen, des „Goldenen Steigs“. Dieser Mauerbau zeigt die Sonderstellung Waldkirchens, die in Konkurrenz zu der ebenfalls befestigten Stadt Grafenau im Herzogtum Bayern bestand. Bayern exportierte nämlich lange Zeit hindurch sein Salz nicht auf dem kürzesten Wege Schärding–Passau–Waldkirchen nach Böhmen, sondern unter Meidung des hochstiftigen Zolls auf dem westlichen und daher ausschließlich in Bayern verlaufenden Umweg Schärding–Vilshofen–Grafenau, die „Goldene Straße“. Die Anlage des langgezogenen Straßenmarktes auf einem dreiseitig abfallenden Hügelrücken entspricht einer Siedlungseigenart des Bayerischen Waldes, ebenso der Typus der etwa zu gleichen Teilen traufständigen wie mit Vorschussgiebeln versehenen Häuser, die wegen mehrerer Brände meist erst aus dem 19. Jahrhundert stammen. Durch Artilleriebeschuss im April 1945 wurden zahlreiche Gebäude schwer beschädigt oder zerstört. Besonders die Westseite des Marktplatzes war betroffen. Beim Wiederaufbau auf den alten Kellern wurden Gebäudekubaturen und Parzellengrenzen unter Einbeziehung erhaltener Fassaden weitgehend bewahrt. Bei Neubau nach Totalzerstörung versuchte man, sich in reduzierten Formen am Altbestand zu orientieren. Auf der Ostflanke des Marktplatzes befinden sich zwei breite Traufseithäuser mit jeweils kleinem Mittelgiebel, die Mitte wird durch das spätgotische Staudt-Haus und den gegenüberliegenden Schweifgiebel von Marktplatz 16 markiert. Der Turm der Pfarrkirche beherrscht trotz seines Abstandes das Ensemble, das in der Mariensäule, in Radabwehrfiguren (Prellstein) und in steinernen Hausbänken des 19. Jahrhunderts reizvolle Details besitzt. Die Stadttore sind ebenso wie der größte Teil der Ringmauer verschwunden. Auf der Südseite des Ensembles wird der Platz begrenzt durch das Gebäude Marktplatz 28, das nach Kriegszerstörung zunächst in den 1950er Jahren in zeittypischen Formen wiederaufgebaut worden ist und dann um 1980 von einem Maßstab sprengenden Neubau mit historisierender Fassade ersetzt wurde. Aktennummer: E-2-72-151-1.

### Ensemble Weiler Unholdenberg
Das Ensemble wird gebildet durch den auf einem Hügelrücken gelegenen Weiler. Dieser gehört zum sogenannten Abteiland, das seit dem 11. Jahrhundert. von Passau aus gerodet und erschlossen wurde. Die drei geschlossenen und zwei einzelnen, eng aneinander gebauten Höfe zeigen trotz unplanmäßigen Grundrisses eine gewisse Einheitlichkeit in der Gestaltung der zweigeschossigen Wohnteile mit vorstehenden Satteldächern, sowohl über Massiv- als auch über Blockbauten. Die hauptsächlichen Bauvorgänge des gegenwärtigen Bestandes erfolgten in den Jahren nach 1870, ausgelöst durch einen vorausgehenden Dorfbrand. Ein wichtiges und schon selten gewordenes Dokument für den Gemeinsinn und Zusammenhalt der Hofbesitzer in dem landwirtschaftlich nicht übermäßig Ertrag fördernden Klima sind die beiden Granit-Wasserverteilungssäulen, welche jedem der Anwesen die gleiche Wassermenge zuleiten sollten. Aktennummer: E-2-72-151-2.

## Marktbefestigung
Marktmühlweg 5; Ringmauerstraße 9; Büchl 14; Büchl 22; Chorreihe 3; Chorreihe 9; Jahnstraße 11; Marktplatz 28

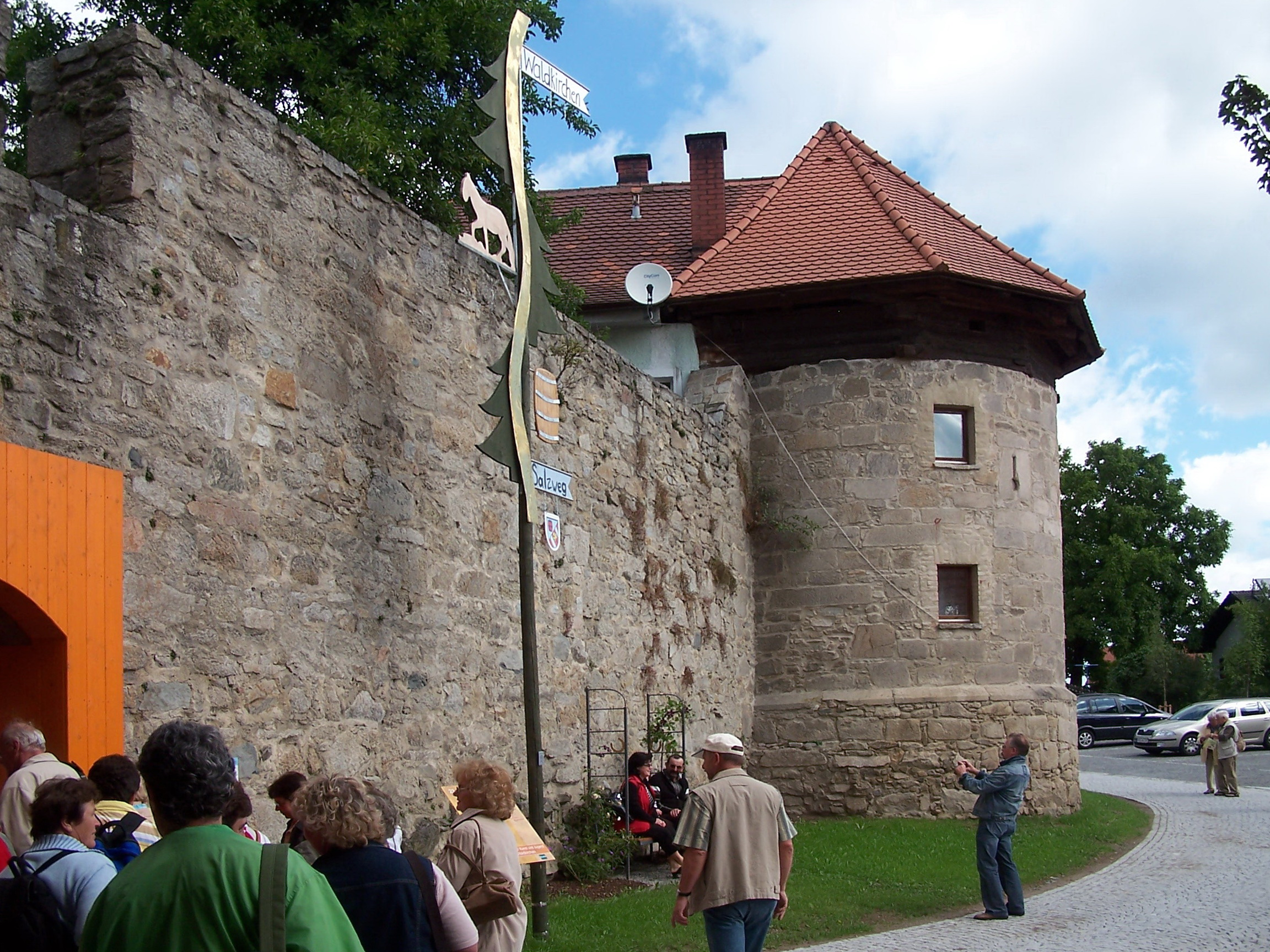
Teil der ehemaligen Marktbefestigung

Eine Ringmauer umschloss den Ort nierenförmig, Bruchsteinmauer mit Quadern und Füllsteinen, zum Teil noch Schlüssellochscharten (bei Marktmühlweg 5) vorhanden, 2. Hälfte 15. Jahrhundert; Mauerreste erhalten im Süden im Bereich Büchl 24–36 und zwischen Büchl 8 und Büchl 22 (hier zweigeschossig mit Fenstereinbrüchen), Rückwand für Wohnhäuser Büchl 10 und 12, Mauerreste erhalten im Westen zwischen Ringmauerstraße 9 und Marktplatz 18, im Norden Mauerreste bei Schmiedgasse 15 sowie Kirchenweg 24, im Osten Mauerreste zwischen Kirchenweg 22 und Marktmühlweg 1 sowie im Bereich Chorreihe 3 bis Rathausplatz 6, ehemalige Ringmauer auch als Rückwand von Chorreihe 7 und 9 und Fassade von Rathausplatz 6, Mauerreste in Häuser integriert bei Büchl 24, 26 und 36; 8 Rund- und Polygonaltürme, feldseitig angeordnet, Bruchsteinmauerwerk, zum Teil mit Quadern durchsetzt, 2. Hälfte 15. Jahrhundert, später zu Wohnzwecken umgebaut; Rundturm Büchl 22, zweigeschossig mit Satteldach; Rundturm Büchl 14, zweigeschossig mit Satteldach; Rechteckturm Büchl 8, zweigeschossig mit Satteldach; Rechteckturm Ringmauerstraße 9, zweigeschossig mit Satteldach; Rundturm Marktmühlweg 5, zweigeschossig mit Zeltdach; Polygonalturm Jahnstraße 11, dreigeschossig mit Walmdach; Rechteckturm Chorreihe 3, dreigeschossig mit Satteldach; Rundturm Chorreihe 9, zweigeschossig mit Zeltdach. Aktennummer: D-2-72-151-7
| Lage                            | Objekt                                    | Beschreibung | Akten-Nr.    | Bild                     |
| ------------------------------- | ----------------------------------------- | --- | ------------ | ------------------------ |
| Bahnhofstraße (Standort)        | Wegkapelle St. Magdalena                  | Satteldachbau, Giebel mit Rundbogenfries, 1. Viertel 18. Jahrhundert, Fassade neuromanisch, 2. Hälfte 19. Jahrhundert; mit Ausstattung; an bezeichnender Stelle gegenüber dem ehemaligen Unteren Tor der Marktbefestigung. Auch Riedl-Kapelle genannt (nach einem ehemaligen Geschäft gegenüber) | D-2-72-151-3 | Wegkapelle St. Magdalena |
| Büchl 14 (Standort)             | Rundturm                                  | Zugehöriger Rundturm der Marktbefestigung, 3. Viertel 15. Jahrhundert, zu Wohnzwecken umgebaut. nachqualifiziert | D-2-72-151-7 | BW                       |
| Büchl 22 (Standort)             | Rundturm                                  | Zugehöriger Rundturm der Marktbefestigung, 3. Viertel 15. Jahrhundert, zu Wohnzwecken umgebaut, mit angrenzendem Reststück der Befestigungsmauer. | D-2-72-151-7 | BW                       |
| Chorreihe 3 (Standort)          | Rundturm                                  | Zugehöriger Rundturm der Marktbefestigung, 3. Viertel 15. Jahrhundert, nach 1830 als Wohnhaus ausgebaut, mit angrenzendem Reststück der Befestigungsmauer. | D-2-72-151-7 | BW                       |
| Chorreihe 9 (Standort)          | Turm der Marktbefestigung                 | Zugehöriger Turm der Marktbefestigung, 3. Viertel 15. Jahrhundert, mit angrenzendem Reststück der Mauerbefestigung. | D-2-72-151-7 | BW                       |
| Jahnstraße 11 (Standort)        | Kaplerturm                                | Zugehöriger Turm der Marktbefestigung (3/8 Schluss), 3. Viertel 15. Jahrhundert | D-2-72-151-7 | weitere Bilder           |
| Marktmühlweg 5 (Standort)       | Rundturm der Marktbefestigung             | Zugehöriger Rundturm der Marktbefestigung, 3. Viertel 15. Jahrhundert, zu Wohnzwecken umgebaut, mit beidseits anschließendem Reststück der Befestigungsmauer; Reststück auch südlich von Kirchenweg 10.                                                                                          | D-2-72-151-7 | BW                       |
| Nähe Ringmauerstraße (Standort) | Reststück der Befestigungsmauer           | Zugehöriges Reststück der Befestigungsmauer, 3. Viertel 15. Jahrhundert | D-2-72-151-7 | BW                       |
| Nähe Ringmauerstraße (Standort) | Reststück der Befestigungsmauer           | Zugehöriges Reststück der Befestigungsmauer, 3. Viertel 15. Jahrhundert | D-2-72-151-7 | BW                       |
| Ringmauerstraße 9 (Standort)    | Rechteckturm der Stadtbefestigung         | Bruchsteinbau mit Hausteingliederung, 15. Jahrhundert, zu Wohnturm umgebaut; angrenzend an Reststück der Befestigungsmauer. | D-2-72-151-7 | BW                       |
| Schmiedgasse 15 (Standort)      | Teilstück der ehemaligen Marktbefestigung | Bruchsteinmauerwerk, 3. Viertel 15. Jahrhundert | D-2-72-151-7 | BW                       |

## Baudenkmäler nach Ortsteilen

### Waldkirchen
| Lage                               | Objekt                                          | Beschreibung | Akten-Nr.      | Bild                         |
| ---------------------------------- | ----------------------------------------------- | --- | -------------- | ---------------------------- |
| Bahnhofstraße 15 (Standort)        | Wohnhaus                                        | Zweigeschossiger Massivbau mit Schopfwalmdach und Zwerchgiebel, um 1910. | D-2-72-151-173 | BW                           |
| Büchl 1 (Standort)                 | Katholischer Pfarrhof                           | Zweieinhalbgeschossiger Satteldachbau mit Putzgliederung, im Kern 17. Jahrhundert, Umbau nach Brand 19. Jahrhundert. | D-2-72-151-4   | Katholischer Pfarrhof        |
| Büchl 1 a (Standort)               | Ölbergkapelle                                   | Seit 1983 auch Kriegerdenkmal für die Gefallenen beider Weltkriege, Hausteinbau mit Gliederungen, Wimperg über dem Eingang, neugotisch, 1878; mit Ausstattung; auf dem ehemaligen Friedhofsgelände südlich der Kirche; zwei Haustein-Nischenkapellen, 1881; mit Ausstattung; am Freitreppenaufgang zum ehemaligen Friedhof. | D-2-72-151-2   | weitere Bilder               |
| Büchl 1 a (Standort)               | Katholische Pfarrkirche St. Peter und Paul      | Stattlicher dreischiffiger Pfeilerbau, Langhaus als Pseudobasilika, schlanker Turm mit Spitzhelm, neugotisch, 1856–61 nach Plänen von Leonhard Schmidtner; Wiederaufbau nach Kriegsschäden 1945 von Anton Recknagel; mit Ausstattung.                                                                                       | D-2-72-151-1   | weitere Bilder               |
| Chorreihe 5 (Standort)             | Wohnhaus                                        | Zweigeschossiger Flachsatteldachbau, Giebel mit Anläufen und Scheitelzinne, wohl 3. Viertel 19. Jahrhundert; Reststück der Befestigungsmauer im Garten. | D-2-72-151-13  | Wohnhaus                     |
| Chorreihe 9 (Standort)             | Wohnhaus                                        | Zweigeschossiger Satteldachbau, im Türsturz bezeichnet 1900, westliche Außenmauer ehemalige Stadtmauer des 15. Jahrhunderts; baulich mit dem angrenzenden, im 19. Jahrhundert zu Wohnzwecken ausgebauten ehemaligen Stadtturm verbunden (vgl. Stadtbefestigung).                                                            | D-2-72-151-218 | Wohnhaus                     |
| Freyunger Straße 8 (Standort)      | Bildstock                                       | Sogenannte Pestsäule, Laterne mit Bildnische und seitlichen Inschriften, auf toskanischer Säule, bezeichnet 1794. | D-2-72-151-56  | BW                           |
| Gernholz (Standort)                | Grenzstein                                      | Flurdenkmal zwischen Waldkirchen und Kloster Niedernburg, Granitfindling mit Inschrift, bezeichnet 1583. | D-2-72-151-60  | BW                           |
| Gernholz (Standort)                | Bildstock „Zum guten Rat“                       | Ädikulaartige Laterne mit Madonnenbildnis auf Quadersockel, Granit, 1948 von Anton Recknagel | D-2-72-151-58  | BW                           |
| Geißsteinpointen (Standort)        | Lourdes-Kapelle                                 | Dreiseitig geschlossener Bau mit vorgezogenem Krüppelwalmdach, Dachreiter mit Spitzhelm, Zyklopenmauerwerk mit Eckquaderungen, 1899; mit Ausstattung | D-2-72-151-55  | weitere Bilder               |
| Graben 34 (Standort)               | Grabenkapelle                                   | Kleiner Rechteckbau mit Satteldach und Rundbogenfenstern, 1725, mit modernem Holzvorbau. | D-2-72-151-21  | weitere Bilder               |
| Hauzenberger Straße 6 (Standort)   | Grab der Familie Kumpfmüller                    | Schmiedeeisenkreuz, 18. Jahrhundert mit Christusfigur aus Gusseisen, 19. Jahrhundert. | D-2-72-151-23  | Grab der Familie Kumpfmüller |
| Jandelsbrunner Straße 5 (Standort) | Gasthaus                                        | Dreigeschossiger breitgelagerter Satteldachbau mit Vorschussgiebel, 1. Hälfte 19. Jahrhundert, im Kern älter, Türsturz bezeichnet 1575. | D-2-72-151-26  | BW                           |
| Jandelsbrunner Straße 7 (Standort) | Gasthof                                         | Zweieinhalbgeschossiger Satteldachbau mit Vorschussgiebel, 1. Hälfte 19. Jahrhundert; im Kern 16./17. Jahrhundert | D-2-72-151-27  | BW                           |
| Kapellenstraße (Standort)          | Wegkapelle St. Johann v. Nepomuk                | Quaderförmiger Satteldachbau mit offenem Vorbau, 1729; mit Ausstattung. | D-2-72-151-28  | BW                           |
| Kellerweg (Standort)               | Wasserhochbehälter der Stadt Waldkirchen        | Massiver Hangbau mit Treppenanlage, Zyklopenmauerwerk mit glatten Ecklisenen und Attikazone, bezeichnet 1904. | D-2-72-151-206 | BW                           |
| Marktplatz (Standort)              | Mariensäule                                     | Darstellung der Maria Immaculata, Metallguss mit Vergoldung; Granitsäule mit Palmettenkapitell, 1871, auf Postament bezeichnet 1954. | D-2-72-151-40  | weitere Bilder               |
| Marktplatz (Standort)              | Steinerne Hausbank                              | Bezeichnet 1815; am Gasthaus Marktplatz 14, unterhalb der linken Fensterachse. | D-2-72-151-35  | Steinerne Hausbank           |
| Marktplatz 1 (Standort)            | Waldkirchener Wappenrelief                      | Wappenrelief vom ehemaligen Unteren Tor, farbig gefasst, bezeichnet 1637, als Spolie an Neubau angebracht. | D-2-72-151-32  | Waldkirchener Wappenrelief   |
| Marktplatz 13, 17 (Standort)       | Ehemals Baron-Haus                              | Zweieinhalbgeschossiger breitgelagerter und traufständiger Satteldachbau, mit Giebel über mittlerer Toreinfahrt, klassizistisch, Mitte 19. Jahrhundert. | D-2-72-151-34  | Ehemals Baron-Haus           |
| Marktplatz 16 (Standort)           | Ehemaliges Seifensiederhaus                     | Dreigeschossiger Satteldachbau mit Schweifgiebel und Putzgliederung, bezeichnet 1812; Obergeschoss und Schweifgiebel vor 1910; Mauer mit Nischenfigur über rechtsseitigem Schwibbogen, 1950. | D-2-72-151-37  | Ehemaliges Seifensiederhaus  |
| Marktplatz 21 (Standort)           | Staudt-Haus                                     | Zweieinhalbgeschossiger Satteldachbau mit Vorschussgiebel und Eckturm, 16. Jahrhundert; Türgerüst bezeichnet 1848. | D-2-72-151-38  | Staudt-Haus                  |
| Marktplatz 22 (Standort)           | Ehemalige Apotheke                              | Zweieinhalbgeschossiger Bau mit flachem Satteldach und Vorschussgiebel, Mitte 19. Jahrhundert; ornamentierte steinerne Hausbank, bezeichnet 1862. | D-2-72-151-39  | Ehemalige Apotheke           |
| Marktplatz 27 (Standort)           | Radabwehrfigur                                  | Prellstein bezeichnet „Da ewige Hochzeiter“, Stein mit farbiger Fassung, Mitte 19. Jahrhundert. | D-2-72-151-41  | weitere Bilder               |
| Rathausplatz 1 (Standort)          | Rathaus                                         | Ehemaliges Kloster und Mädchenschulhaus der Englischen Fräulein, dreigeschossiger Walmdachbau mit Mittelrisalit nach Nordwesten, darüber Schweifgiebel, Neubarock; 1907. | D-2-72-151-22  | weitere Bilder               |
| Ringmauerstraße (Standort)         | Schutzengelkapelle                              | Quaderförmiger Giebelbau mit flachem Satteldach, Pilasterrahmung und mehrfach gestuftes Giebelgesims, 1837; mit Ausstattung | D-2-72-151-46  | BW                           |
| Schmiedgasse 11 (Standort)         | Ehemalige Schmiede                              | Zweigeschossiger Flachsatteldachbau mit Kniestock, Vorschussgiebel mit Eckanläufen und Scheitelzinne, Mitte 19. Jahrhundert. | D-2-72-151-49  | BW                           |
| Schmiedgasse 20 (Standort)         | Wohnhaus                                        | Breitgelagerter zweigeschossiger Flachsatteldachbau, traufständig, wohl 2. Hälfte 18. Jahrhundert, im Kern älter. | D-2-72-151-51  | BW                           |
| Zwieselholz (Standort)             | Katholische Wallfahrtskirche St. Karl Borromäus | Saalkirche mit Halbwalmdach und eingezogenem Rechteckchor, Schweifgiebel nach Süden, Dachreiter mit Spitzhelm, nach 1663, Umgestaltung 1755/56; mit Ausstattung; Aufgangsallee mit alten Lindenbäumen, wohl 18. Jahrhundert.                                                                                                | D-2-72-151-29  | weitere Bilder               |
| Zwieselholz (Standort)             | Normann-Denkmal                                 | Denkmal für Graf von Normann-Ehrenfels, General im Griechischen Befreiungskrieg, dreiseitiger Steinobelisk auf dreiseitigem Stufenpostament, bezeichnet 1830; im Wiesengrund am Saußbach. | D-2-72-151-43  | BW                           |
| Zwieselholz (Standort)             | Zwieselholzkapelle                              | Kleine Wallfahrtskapelle, Saalbau mit Satteldach und eingezogener halbrunder Chorapsis, Schweifgiebel nach Norden, um 1830; mit Ausstattung. | D-2-72-151-54  | BW                           |

### Appmannsberg
| Lage                       | Objekt        | Beschreibung | Akten-Nr.     | Bild |
| -------------------------- | ------------- | --- | ------------- | ---- |
| Appmannsberg 5 (Standort)  | Traidkasten   | Eingeschossiger Flachsatteldachbau mit Steinsockel, Obergeschoss in Holz-Blockbauweise, 18./19. Jahrhundert                     | D-2-72-151-61 | BW   |
| Appmannsberg 16 (Standort) | Wohnstallhaus | Zweigeschossiger Flachsatteldachbau, Erdgeschoss aus Bruchstein, Obergeschoss in Holz-Blockbauweise, 1. Viertel 19. Jahrhundert | D-2-72-151-62 | BW   |
| In Appmannsberg (Standort) | Kruzifix      | Alte Ausstattung der Kapelle von 1953, jetzt in Neubau aufgestellt                                                              | D-2-72-151-63 | BW   |

### Atzesberg
| Lage                                              | Objekt                       | Beschreibung | Akten-Nr.     | Bild |
| ------------------------------------------------- | ---------------------------- | --- | ------------- | ---- |
| Atzesberg 7 (Standort)                            | Wohnhaus eines Vierseithofes | Eineinhalbgeschossiger Flachsatteldachbau mit profilierten Fensterrahmungen, Obergeschoss in Blockbauweise mit geschnitzten Balkenköpfen, 1. Viertel 19. Jahrhundert; Nebenhaus, zweigeschossiger Flachsatteldachbau, Erdgeschoss Bruchsteinmauerwerk, gleichzeitig; Hoftor, mit korbbogigem Torbogen und Nebeneingang. | D-2-72-151-64 | BW   |
| Holzfeld; Von Atzesberg nach Karlsbach (Standort) | Bildstock                    | Ädikulaartige Form mit Bildnische und Inschrift, auf quadratischer Steinsäule, bezeichnet 1775; südöstlich des Ortes. | D-2-72-151-65 | BW   |

### Bernhardsberg
| Lage                                     | Objekt       | Beschreibung | Akten-Nr.      | Bild |
| ---------------------------------------- | ------------ | --- | -------------- | ---- |
| Bernhardsberg 21 (Standort)              | Brunnensäule | Quaderartiger Pfeiler mit abgefasten Ecken, Granit, um 1900. | D-2-72-151-177 | BW   |
| Bernhardsberg 30 (Standort)              | Ausnahmhaus  | Zweigeschossiger traufständiger Flachsatteldachbau, Erdgeschoss sichtbares Quadermauerwerk, Obergeschoss verputztes Ziegelmauerwerk, 1. Drittel 19. Jahrhundert | D-2-72-151-67  | BW   |
| Von Bernhardsberg zur St 2132 (Standort) | Bildstock    | Pestsäule, toskanische Säule, darüber Laterne mit Bildnische und Inschriften, bezeichnet 1652.                                                                  | D-2-72-151-70  | BW   |
| Steinfelder (Standort)                   | Feldkapelle  | Rechteckbau mit Krüppelwalm und rundbogigen Öffnungen, Zyklopenmauerwerk mit Eckquaderungen, 1910; mit Ausstattung; auf der Hohen Reute.                        | D-2-72-151-69  | BW   |

### Böhmzwiesel
| Lage                      | Objekt                             | Beschreibung | Akten-Nr.     | Bild                               |
| ------------------------- | ---------------------------------- | --- | ------------- | ---------------------------------- |
| Böhmzwiesel 22 (Standort) | Kleinbauernhaus                    | Eingeschossiger Flachsatteldachbau, zum Teil verschindelter Blockbau, 18./19. Jahrhundert. | D-2-72-151-75 | BW                                 |
| Böhmzwiesel 34 (Standort) | Katholische Pfarrkirche St. Konrad | Zweischiffige asymmetrische Basilika mit eingezogenem Rechteckchor, mit Sattel- bzw. Pultdach, Flankenturm mit Pyramidendach, Bruchsteinmauerwerk, 1934/36 von Anton Recknagel; mit Ausstattung; Teile der Friedhofsummauerung, Bruchstein, 19./20. Jahrhundert | D-2-72-151-71 | Katholische Pfarrkirche St. Konrad |
| Böhmzwiesel 38 (Standort) | Bauernhaus                         | Eingeschossiger Flachsatteldachbau mit Kniestock, Oberteil verschindelter Holz-Blockbau, Fenster mit Sandsteinrahmungen, um 1820 | D-2-72-151-72 | BW                                 |
| Hochgärten (Standort)     | Bildstock                          | Säulenschaft mit Laterne, mit Bildnische und Inschriften, Granit, bezeichnet 1635; neben der Wegkapelle | D-2-72-151-77 | BW                                 |
| Hochgärten (Standort)     | Wegkapelle                         | Rechteckbau mit Satteldach und Lanzettfenstern, neugotisch, bezeichnet 1883; mit Ausstattung; südwestlich vom Ort | D-2-72-151-76 | BW                                 |

### Breinhof
| Lage                  | Objekt   | Beschreibung                                                                                      | Akten-Nr.      | Bild |
| --------------------- | -------- | ------------------------------------------------------------------------------------------------- | -------------- | ---- |
| Breinhof 1 (Standort) | Wegkreuz | Neugotische Stele mit Spitzbogenabschluss, darüber gusseisernes Kreuz, 2. Hälfte 19. Jahrhundert. | D-2-72-151-217 | BW   |

### Buchmühle
| Lage                    | Objekt    | Beschreibung | Akten-Nr.      | Bild |
| ----------------------- | --------- | --- | -------------- | ---- |
| Buchmühle 10 (Standort) | Buchmühle | Wohnhaus mit Mühlenanlage am Osterbach, zweigeschossiger Flachsatteldachbau, Obergeschoss in Holz-Blockbauweise, mit Traufschrot, 18. Jahrhundert; Torgebäude mit Remise, eineinhalbgeschossiger Flachsatteldachbau mit giebelseitigem Balusterschrot, bezeichnet 1837. | D-2-72-151-151 | BW   |

### Dorn
| Lage                          | Objekt                                 | Beschreibung                                                                             | Akten-Nr.     | Bild |
| ----------------------------- | -------------------------------------- | ---------------------------------------------------------------------------------------- | ------------- | ---- |
| Alte Dorfstraße (Standort)    | Katholische Kapelle Hl. Dreifaltigkeit | Rechteckbau mit Krüppelwalmdach und Dachreiter, um 1830; mit Ausstattung.                | D-2-72-151-78 | BW   |
| Alte Dorfstraße 22 (Standort) | Kruzifix                               | Holz, farbig gefasst, Bauernbarock, 1. Hälfte 19. Jahrhundert; am südöstlichen Ortsende. | D-2-72-151-80 | BW   |

### Ensmannsreut
| Lage                       | Objekt          | Beschreibung | Akten-Nr.     | Bild           |
| -------------------------- | --------------- | --- | ------------- | -------------- |
| Ensmannsreut 16 (Standort) | Kleinbauernhaus | Zweigeschossiger Flachsatteldachbau in Holz-Blockbauweise, mit traufseitigem Schrot, giebelseitig verschindelt, 1. Hälfte 18. Jahrhundert | D-2-72-151-82 | BW             |
| Breitäcker (Standort)      | Feldkapelle     | Rechteckiger Kleinbau mit Satteldach und Putzgliederungen, bezeichnet 1749; mit Ausstattung.                                              | D-2-72-151-83 | weitere Bilder |

### Erlauzwiesel
| Lage                      | Objekt      | Beschreibung                                                                                        | Akten-Nr.     | Bild        |
| ------------------------- | ----------- | --------------------------------------------------------------------------------------------------- | ------------- | ----------- |
| Hauptstraße 9 (Standort)  | Ortskapelle | Kleinbau mit Satteldach und Dachreiter, dreiseitig geschlossen, 1865; mit Ausstattung.              | D-2-72-151-84 | Ortskapelle |
| Hauptstraße 21 (Standort) | Kruzifix    | Kruzifix mit Arma Christi, Holz mit farbiger Fassung, Bauernbarock, wohl 2. Hälfte 18. Jahrhundert. | D-2-72-151-85 | BW          |

### Hauzenberg
| Lage                                                    | Objekt    | Beschreibung | Akten-Nr.     | Bild |
| ------------------------------------------------------- | --------- | --- | ------------- | ---- |
| Bergäcker; Hobet; Von Hauzenberg zur St 2131 (Standort) | Bildstock | Polygonaler Schaft, darüber kreuzbekrönte Laterne mit Bildnische und Inschrift, Granit, bezeichnet 1728; am ehemaligen Goldenen Steig. | D-2-72-151-90 | BW   |

### Höhenberg
| Lage                    | Objekt      | Beschreibung                                                                    | Akten-Nr.     | Bild |
| ----------------------- | ----------- | ------------------------------------------------------------------------------- | ------------- | ---- |
| In Höhenberg (Standort) | Ortskapelle | Satteldachbau mit halbrundem Schluss und Dachreiter, 2. Hälfte 19. Jahrhundert. | D-2-72-151-91 | BW   |

### Höpplhof
| Lage                  | Objekt     | Beschreibung                                                                 | Akten-Nr.     | Bild |
| --------------------- | ---------- | ---------------------------------------------------------------------------- | ------------- | ---- |
| Höpplhof 1 (Standort) | Wegkapelle | Dreiseitig geschlossener Kleinbau mit Satteldach, 2. Hälfte 19. Jahrhundert. | D-2-72-151-93 | BW   |

### Kanau
| Lage               | Objekt                      | Beschreibung | Akten-Nr.     | Bild |
| ------------------ | --------------------------- | --- | ------------- | ---- |
| Kanau 4 (Standort) | Wohnhaus eines Vierseithofs | Zweigeschossiger Flachsatteldachbau, Erdgeschoss massiv, oberer Teil in Holz-Blockbauweise, Dachreiter mit Geläut, 18./19. Jahrhundert; Zuhaus, zweigeschossiger Flachsatteldachbau, oberer Teil in Holz-Blockbauweise, Türgerüst bezeichnet 1821; Torbogen, segmentbogig abgeschlossen, wohl 1821; Kruzifix, Holz, wohl 2. Hälfte 18. Jahrhundert. | D-2-72-151-96 | BW   |
| Kanau 6 (Standort) | Zugehöriger Traidkasten     | Zweigeschossiger Flachsatteldachbau in Holz-Blockbauweise, mit Giebelschrot und Bemalungen, bezeichnet 1788 | D-2-72-151-95 | BW   |

### Karlsbach
| Lage                   | Objekt                             | Beschreibung | Akten-Nr.     | Bild           |
| ---------------------- | ---------------------------------- | --- | ------------- | -------------- |
| Kirchberg 5 (Standort) | Katholische Pfarrkirche St. Joseph | Saalkirche mit Halbwalmdach und eingezogenem Chorpolygon, Flankenturm nach Süden mit Spitzhelm, sichtbares Bruchsteinmauerwerk, 1922; mit Ausstattung; Kirchhofportal, mit spitzbogigem Durchlass, wohl gleichzeitig; Kriegerdenkmal für die Gefallenen beider Weltkriege, Skulptur des Erzengels Michael auf Obelisk, darunter Stufenpostament, 1920er Jahre, später mit Gefallenennamen des Zweiten Weltkriegs ergänzt. | D-2-72-151-97 | weitere Bilder |

### Lämmersreut
| Lage                      | Objekt      | Beschreibung | Akten-Nr.      | Bild |
| ------------------------- | ----------- | --- | -------------- | ---- |
| Lämmersreut 8 (Standort)  | Vierseithof | Wohnhaus, zweigeschossiger traufständiger Satteldachbau, mit Putzgliederungen, bezeichnet 1831; Traidkasten, eineinhalbgeschossiger Flachsatteldachbau, Bruchstein, oberer Teil in Blockbauweise, 18./19. Jahrhundert; Stallungen, zweigeschossiger Satteldachbau, Erdgeschoss Bruchstein, darüber Holzständerwerk, 18./19. Jahrhundert; Hofeinfahrt, mit korbbogigen Torbögen, Bruchstein, wohl 1831 | D-2-72-151-102 | BW   |
| In Lämmersreut (Standort) | Bildstock   | Schlanker polygonaler Säulenschaft, Laterne mit Bildnische, bezeichnet 1763; südlich des Ortes | D-2-72-151-103 | BW   |
| In Lämmersreut (Standort) | Ortskapelle | Kleiner Satteldachbau mit dreiseitig geschlossenem Chor und Dachreiter, Bruchsteinmauerwerk, bezeichnet 1939; mit Ausstattung | D-2-72-151-99  | BW   |

### Mitterleinbach
| Lage                         | Objekt             | Beschreibung | Akten-Nr.      | Bild |
| ---------------------------- | ------------------ | --- | -------------- | ---- |
| Mitterleinbach 24 (Standort) | Kleinbauernhaus    | Zweigeschossiger Flachsatteldachbau, Erdgeschoss massiv, oberer Teil in Blockbauweise, Giebelschrot mit Brettbalustern, 18. Jahrhundert, Dach später; Stadel, zweigeschossiger Flachsatteldachbau in Verlängerung des Bauernhauses, Holzständerwerk, 18./19. Jahrhundert. | D-2-72-151-107 | BW   |
| In Mitterleinbach (Standort) | Ehemals Bauernhaus | Eingeschossiger Blockbau mit Kniestock, auf Bruchsteinsockel, 1582 (dendrochronologisch datiert), mit späterem Satteldach und Anbau; Holzkruzifix, farbig gefasst, 18./19. Jahrhundert.                                                                                   | D-2-72-151-106 | BW   |
| Harlander (Standort)         | Ortskapelle        | Kleiner Steildachbau mit segmentbogigem Abschluss, Spitzbogenfenster, Mitte 19. Jahrhundert | D-2-72-151-105 | BW   |

### Neidlingerberg
| Lage                 | Objekt  | Beschreibung | Akten-Nr.      | Bild |
| -------------------- | ------- | --- | -------------- | ---- |
| Jägerfeld (Standort) | Kapelle | Rechteckbau mit Halbwalmdach und Dachreiter, spitzbogige Fenster- und Türöffnungen, aus sichtbarem Bruchsteinmauerwerk, 1933; mit Ausstattung. | D-2-72-151-108 | BW   |

### Oberfrauenwald
| Lage                         | Objekt   | Beschreibung | Akten-Nr.      | Bild     |
| ---------------------------- | -------- | --- | -------------- | -------- |
| Oberfrauenwald 29 (Standort) | Einödhof | Wohnteil, zweigeschossiger Blockbau über Bruchsteinsockel, mit Kniestock und weit vorgezogenem, flach geneigtem Satteldach, Giebel- und Traufschrote, Erdgeschoss um 1680 (dendrochronologisch datiert), Umbau und Aufstockung um 1804 (dendrochronologisch datiert); rückwärtig quer angesetzter Wirtschaftsteil, verschalter Ständerbau mit Satteldach, um 1907 (dendrochronologisch datiert). | D-2-72-151-205 | Einödhof |
| Holztrümmer (Standort)       | Wegkreuz | Holzkruzifix, Dreinageltypus, farbig gefasst, um 1900. | D-2-72-151-209 | BW       |

### Oberleinbach
| Lage                                     | Objekt      | Beschreibung | Akten-Nr.      | Bild |
| ---------------------------------------- | ----------- | --- | -------------- | ---- |
| Oberleinbach 1 (Standort)                | Traidkasten | Zum Vierseithof gehöriger Traidkasten, zweigeschossiger Satteldachbau, Erdgeschoss massiv, darüber verschaltes Ständergerüst, 1. Viertel 19. Jahrhundert | D-2-72-151-110 | BW   |
| Nähe Oberleinbach; Sickling 8 (Standort) | Bildstock   | Polygonaler Pfeiler, darüber Laterne mit Bildnischen, Wappen und Kreuzrelief, Granit, bezeichnet 1624 oder 1654                                          | D-2-72-151-112 | BW   |
| Nähe Oberleinbach (Standort)             | Ortskapelle | Holzbau mit Satteldach, auf Bruchsteinsockel, 2. Hälfte 19. Jahrhundert, 1886 vom Zwieselberg hierher versetzt; mit Ausstattung                          | D-2-72-151-111 | BW   |

### Oberndorf
| Lage                    | Objekt        | Beschreibung | Akten-Nr.      | Bild |
| ----------------------- | ------------- | --- | -------------- | ---- |
| Oberndorf 29 (Standort) | Nebengebäude  | Zweigeschossiger Satteldachbau, Erdgeschoss und Teile des Obergeschosses aus Bruchsteinmauerwerk, ansonsten Holzständerbau, Anfang 19. Jahrhundert | D-2-72-151-176 | BW   |
| In Oberndorf (Standort) | Weilerkapelle | Kleinbau mit Satteldach über quadratischem Grundriss, 19./20. Jahrhundert; mit Ausstattung.                                                        | D-2-72-151-113 | BW   |

### Ödhof
| Lage                             | Objekt        | Beschreibung                                                                                   | Akten-Nr.      | Bild |
| -------------------------------- | ------------- | ---------------------------------------------------------------------------------------------- | -------------- | ---- |
| Nähe St 2132; St 2132 (Standort) | Kruzifix      | Kruzifix mit Arma Christi, Holz, 1. Hälfte 19. Jahrhundert, von Joseph Weidinger; bei Edwaidl. | D-2-72-151-116 | BW   |
| Nähe Ödhof (Standort)            | Weilerkapelle | Dreiseitig geschlossener Kleinbau mit Satteldach, Ende 19. Jahrhundert; mit Ausstattung.       | D-2-72-151-115 | BW   |

### Pfeffermühle
| Lage                   | Objekt    | Beschreibung | Akten-Nr.      | Bild |
| ---------------------- | --------- | --- | -------------- | ---- |
| Hammerweg (Standort)   | Bildstock | Stele mit eisernem Kruzifix, bezeichnet 1884.                                                                                | D-2-72-151-89  | BW   |
| Marktstraße (Standort) | Bildstock | Pestsäule, toskanische Säule, darüber Laterne mit Bildnische und Inschriften, bezeichnet 1672; an der Straße nach Schiefweg. | D-2-72-151-118 | BW   |

### Pilgramsberg
| Lage                      | Objekt                    | Beschreibung                                                                                                  | Akten-Nr.      | Bild |
| ------------------------- | ------------------------- | --- | -------------- | ---- |
| Pilgramsberg 3 (Standort) | Stall eines Dreiseithofes | Zweigeschossiger Satteldachbau mit Traufschrot, Bruchstein, Obergeschoss Blockbau, 18./Anfang 19. Jahrhundert | D-2-72-151-119 | BW   |

### Raffelsberg
| Lage                                     | Objekt        | Beschreibung | Akten-Nr.      | Bild |
| ---------------------------------------- | ------------- | --- | -------------- | ---- |
| Raffelsberg 12 (Standort)                | Einfirsthof   | Zweigeschossiger Satteldachbau, Erdgeschoss Steinbau, Obergeschoss verschindelter Holz-Blockbau, Giebelschrot mit Brettbalustern, 2. Viertel 19. Jahrhundert | D-2-72-151-122 | BW   |
| In Raffelsberg (Standort)                | Bildstockteil | Laterne einer ehemaligen Steinsäule, bezeichnet 1709; Gedenkstein, bildstockartige Form mit Inschrift, darüber eisernes Kruzifix, bezeichnet 1869            | D-2-72-151-125 | BW   |
| Von Raffelsberg nach Hochreut (Standort) | Bildstock     | Schlanker, profilierter Steinpfeiler, Laterne mit Bildfeld und rückwärtiger Inschrift, bezeichnet 1656                                                       | D-2-72-151-124 | BW   |

### Ratzing
| Lage                              | Objekt                         | Beschreibung | Akten-Nr.      | Bild |
| --------------------------------- | ------------------------------ | --- | -------------- | ---- |
| Ratzing 24; Ratzing 26 (Standort) | Haus-Kruzifix mit Arma Christi | Zugehöriger Haus-Kruzifix mit Arma Christi, bäuerlicher Nachbarock, 1. Hälfte 19. Jahrhundert, von Joseph Weidinger aus Möslberg; am Nebengebäude. | D-2-72-151-174 | BW   |
| In Ratzing (Standort)             | Ortskapelle                    | Satteldachbau über rechteckigem Grundriss, mit spitzbogigen Fensteröffnungen, Giebelreiter mit Geläut, neugotisch, 1884; mit Ausstattung           | D-2-72-151-126 | BW   |

### Reut
| Lage              | Objekt          | Beschreibung | Akten-Nr.      | Bild |
| ----------------- | --------------- | --- | -------------- | ---- |
| Reut 6 (Standort) | Kleinbauernhaus | Eineinhalbgadiger Holz-Blockbau mit Greddach (ehemals abgewalmt) auf Bruchsteinsockel, Giebelschrot und Laube zur Giebelseite, Ende 18. Jahrhundert | D-2-72-151-127 | BW   |

### Richardsreut
| Lage                    | Objekt                         | Beschreibung | Akten-Nr.      | Bild           |
| ----------------------- | ------------------------------ | --- | -------------- | -------------- |
| Bahnhof 2 (Standort)    | Ehemaliger Bahnhof Waldkirchen | Bestandteil der 1892 eröffneten Nebenbahn Passau–Freyung, Bahnhofs- und Nebengebäude in Polygonalmauerwerk, 1890: Hauptbau des dreiteiligen Bahnhofsgebäudes, kubusartiger Baukörper als zweigeschossiger Pavillonbau mit holzverschaltem Obergeschoss und flachem Walmdach, Fenster- und Türeinfassungen aus sichtbarem Ziegelstein; zurückversetzt angefügt erdgeschossiger Schalterraum, Flachsatteldachbau mit holzverschaltem Giebel; davor verglaster Stellwerkraum mit Pultdach; Güterhalle, eingeschossiger Flachsatteldachbau mit segmentbogigen Toröffnungen. | D-2-72-151-175 | weitere Bilder |
| Dorfstraße (Standort)   | Ortskapelle                    | Satteldachbau mit dreiseitigem Chorschluss und Dachreiter, 1910; Kruzifix mit Arma Christi, 1. Hälfte 19. Jahrhundert | D-2-72-151-129 | BW             |
| Dorfstraße 8 (Standort) | Traidkasten                    | Blockbau des 17. Jahrhunderts, über neu errichtetem Unterbau (Garagen) | D-2-72-151-130 | BW             |

### Saßbach
| Lage                                                             | Objekt    | Beschreibung                                                                                         | Akten-Nr.      | Bild |
| ---------------------------------------------------------------- | --------- | --- | -------------- | ---- |
| Kirchenfeld; Von der St 2132 über Saßbach zur St 2132 (Standort) | Bildstock | Schlanke toskanische Säule, darüber Laterne mit Bildnische und Inschriften, Granit, bezeichnet 1814. | D-2-72-151-131 | BW   |

### Sattlmühle
| Lage                    | Objekt          | Beschreibung | Akten-Nr.     | Bild |
| ----------------------- | --------------- | --- | ------------- | ---- |
| Sattlmühle 1 (Standort) | Ehemalige Mühle | Zweigeschossiger winkelförmiger Satteldachbau mit Aufzugsluke, 18./19. Jahrhundert, Türsturz bezeichnet 1831; Wohnhaus, zweigeschossiger Krüppelwalmbau mit Putzstreifengliederungen, Nordseite verschindelt, Portal mit floralen Applikationen, neobarock, bezeichnet 1922. | D-2-72-151-47 | BW   |

### Saßbachmühle
| Lage                      | Objekt | Beschreibung | Akten-Nr.      | Bild |
| ------------------------- | ------ | --- | -------------- | ---- |
| Saßbachmühle 1 (Standort) | Portal | Segmentbogig abgeschlossenes Türgerüst, Granit, bezeichnet 1864; Kruzifix mit Arma Christi, Holz, farbig gefasst, bäuerlicher Nachbarock, Anfang 19. Jahrhundert. | D-2-72-151-132 | BW   |

### Saußmühle
| Lage                                | Objekt    | Beschreibung | Akten-Nr.      | Bild           |
| ----------------------------------- | --------- | --- | -------------- | -------------- |
| Saußmühle 2, Saußmühle 4 (Standort) | Saußmühle | Getreidemühle, stattlicher zweigeschossiger Mansardwalmdachbau, dreigeschossiger Flügel mit Walmdach nach Westen, Bruchsteinmauerwerk, Türsturz bezeichnet 1714, Dachkonsole 1807; Sägemühle, eineinhalbgeschossiger Flachsatteldachbau, Holzständerwerk auf Granit-Hausteinsockel, mit Wasserrad und Ausstattung, 1796 (dendrochronologisch datiert); Stallstadel, zweigeschossiger Satteldachbau, Erdgeschoss aus Granit-Haustein, Gred-Boden gespitzte Granitplatten, 2. Hälfte 18. Jahrhundert. | D-2-72-151-134 | weitere Bilder |

### Schauerbach
| Lage                      | Objekt     | Beschreibung | Akten-Nr.      | Bild |
| ------------------------- | ---------- | --- | -------------- | ---- |
| Schauerbach 13 (Standort) | Bauernhaus | Zweigeschossiger Flachsatteldachbau in Holz-Blockbauweise mit zwei Giebelschroten, Erdgeschoss teilweise aus Bruchstein, 2. Hälfte 17. Jahrhundert; Stadel, eingeschossiger Satteldachbau, Holzständerwerk, 18./19. Jahrhundert. | D-2-72-151-135 | BW   |

### Schiefweg
| Lage                                               | Objekt                            | Beschreibung | Akten-Nr.      | Bild                              |
| -------------------------------------------------- | --------------------------------- | --- | -------------- | --------------------------------- |
| Dorfplatz 9 (Standort)                             | Ehemaliges Gasthaus, jetzt Museum | Geburtshaus der Bayerwald-Dichterin Emerenz Meier (1874-1928), zweigeschossiger Flachsatteldachbau, Obergeschoss z.T. in Holz-Blockbauweise, teilweise verschindelt, Hochlaube mit Balustern, 1. Hälfte 18. Jahrhundert. | D-2-72-151-138 | Ehemaliges Gasthaus, jetzt Museum |
| Marktstraße 4 (Standort)                           | Bildstock                         | Säulenschaft, darüber kastenartige Laterne mit Bildnische, 17. Jahrhundert; bei Marktstraße 4 | D-2-72-151-140 | BW                                |
| Marktstraße 17 (Standort)                          | Bildstock                         | Pestsäule, Laterne mit Bildnische und seitlichen Inschriften, auf schlanker toskanischer Säule, bezeichnet 1652 | D-2-72-151-57  | BW                                |
| Nähe Kapellenweg (Standort)                        | Ortskapelle                       | Walmdachbau mit Rundbogenfenstern und Dachreiter, dreiseitig geschlossener Chor, 1913; mit Ausstattung | D-2-72-151-137 | Ortskapelle                       |
| Saumweg 8 (Standort)                               | Bildstock                         | Toskanische Säule, darüber Laterne mit Bildnische und Inschrift, bezeichnet 1645; im Garten bei Saumweg 8 | D-2-72-151-139 | BW                                |
| Zufahrt zur St 2132 Freyung-Waldkirchen (Standort) | Bildstock                         | Martersäule, toskanische Säule, Laterne mit Bildnische und rückwärtiger Inschrift, bezeichnet 1814; am Ortsausgang in Richtung Sickling                                                                                  | D-2-72-151-143 | BW                                |

### Schlößbach
| Lage                     | Objekt      | Beschreibung | Akten-Nr.      | Bild |
| ------------------------ | ----------- | --- | -------------- | ---- |
| In Schlößbach (Standort) | Traidkasten | Zweigeschossiger Flachsatteldachbau, in Holz-Blockbauweise mit Schrot, 2. Hälfte 17. Jahrhundert; Kruzifix, Holz, wohl 19. Jahrhundert. | D-2-72-151-145 | BW   |

### Solla
| Lage                                       | Objekt        | Beschreibung | Akten-Nr.      | Bild |
| ------------------------------------------ | ------------- | --- | -------------- | ---- |
| In Solla (Standort)                        | Bildstock     | Toskanische Säule, darüber Laterne mit Bildnische und Inschrift, 18. Jahrhundert; zwischen zwei Kastanien in der Ortsmitte. | D-2-72-151-153 | BW   |
| In Solla (Standort)                        | Backhaus      | Kleinbau mit Satteldach, Holzständerwerk, Ofen aus Bruchstein/Ziegelmauerwerk, 2. Hälfte 19. Jahrhundert. | D-2-72-151-148 | BW   |
| Solla 8 (Standort)                         | Wasserleitung | Wasserleitung des 18. Jahrhunderts zur Versorgung von jeweils drei Anwesen: drei Granitsteinpfeiler mit dreigeteiltem Rohrsystem, bezeichnet 1797; in Abständen entlang der Dorfstraße. | D-2-72-151-152 | BW   |
| Solla 10 (Standort)                        | Waldlerhaus   | Vorderhaus zweigeschossiger Satteldachbau, Erdgeschoss massiv, Obergeschoss in Holz-Blockbauweise, Rückgebäude eingeschossiger Satteldachbau aus Bruchsteinmauerwerk, 1. Viertel 19. Jahrhundert; zugehöriger Traidkasten, zweigeschossiger Satteldachbau in Holz-Blockbauweise, mit Giebelschrot, 1. Hälfte 18. Jahrhundert; Kruzifix am Traidkasten, Holz, wohl 18. Jahrhundert. | D-2-72-151-149 | BW   |
| Hofstattacker (Standort)                   | Backhaus      | Kleinbau mit Satteldach, Holzständerwerk, Ofen aus Bruchstein, 2. Hälfte 19. Jahrhundert; Brechelhütte, eingeschossiger Blockbau, Nordwand aus Bruchstein, 18./19. Jahrhundert. | D-2-72-151-150 | BW   |
| Marchreut; Von Stadl nach Solla (Standort) | Bildstock     | Ädikulaartige Form, auf Pfeiler mit abgefasten Ecken, mit Bildnische und Inschrift, bezeichnet 1682; am östlichen Ortseingang. | D-2-72-151-154 | BW   |

### Stadl
| Lage                | Objekt      | Beschreibung | Akten-Nr.      | Bild |
| ------------------- | ----------- | --- | -------------- | ---- |
| In Stadl (Standort) | Bildstock   | Toskanische Säule, darüber Laterne mit Bildnische und Inschrift, 17. Jahrhundert; am nordöstlichen Ortsausgang.                                                   | D-2-72-151-158 | BW   |
| Stadl 7 (Standort)  | Waldlerhaus | Zweigeschossiger Flachsatteldachbau mit Giebelschrot, Obergeschoss und östliche Haushälfte in Holz-Blockbauweise, im Kern 1. Hälfte 18. Jahrhundert, Dach später. | D-2-72-151-156 | BW   |
| Stadl 13 (Standort) | Bauernhaus  | Zweigeschossiger Flachsatteldachbau, Obergeschoss und westliche Haushälfte in Holz-Blockbauweise, 2. Hälfte 18. Jahrhundert, Dach später.                         | D-2-72-151-157 | BW   |

### Stierberg
| Lage                    | Objekt      | Beschreibung | Akten-Nr.      | Bild |
| ----------------------- | ----------- | --- | -------------- | ---- |
| Stierberg 27 (Standort) | Traidkasten | Zum Vierseithof gehöriger Traidkasten eingeschossiger Flachsatteldachbau in Holz-Blockbauweise mit Traufschrot, Sockel aus Bruchstein, wohl Anfang 19. Jahrhundert | D-2-72-151-159 | BW   |

### Unholdenberg
| Lage                       | Objekt                             | Beschreibung | Akten-Nr.      | Bild |
| -------------------------- | ---------------------------------- | --- | -------------- | ---- |
| Gstocket (Standort)        | Bildstock                          | Pestsäule, schlanke toskanische Säule, darüber Laterne mit Bildnische, bezeichnet 1850; östlich des Ortes. | D-2-72-151-166 | BW   |
| Unholdenberg 11 (Standort) | Ausnahmshaus                       | Ehemaliges Wohnhaus eines Dreiseithofes, zweigeschossiger Flachsatteldachbau mit Putzgliederung, Portal bezeichnet 1876, im Kern wohl älter; Hofeinfahrt, rundbogige Tordurchfahrt aus Granit, im Zwickel Stuckrelief, bezeichnet 1877. | D-2-72-151-161 | BW   |
| Unholdenberg 12 (Standort) | Wohnhaus eines geschlossenen Hofes | Zweigeschossiger Flachsatteldachbau mit Putzgliederung, Giebelnische und Glockenständer, Portal, bezeichnet 1858; Traidkasten, eingeschossiger Satteldachbau, in Blockbauweise auf Bruchsteinmauer, Ende 19. Jahrhundert.               | D-2-72-151-162 | BW   |
| In Unholdenberg (Standort) | Wasser-Verteilungssäule            | Granit, achteckig über quadratischem Fuß, mit dicker Bohrung für Wasserzulauf, drei dünneren Gerinnen und Bohrungen für Verteilung, bezeichnet 1876; vor Haus Nr. 11.                                                                   | D-2-72-151-164 | BW   |
| In Unholdenberg (Standort) | Wasser-Verteilungssäule            | Polygonale Form, Granit, 2. Hälfte 19. Jahrhundert, vor Haus Nr. 8. | D-2-72-151-165 | BW   |

### Unterhöhenstetten
| Lage                            | Objekt      | Beschreibung | Akten-Nr.      | Bild |
| ------------------------------- | ----------- | --- | -------------- | ---- |
| In Unterhöhenstetten (Standort) | Ortskapelle | Kleiner Satteldachbau über rechteckigem Grundriss, mit Dachreiter und Rundbogenportal, Ende 19. Jahrhunderts; mit Ausstattung. | D-2-72-151-167 | BW   |
| Unterhöhenstetten 10 (Standort) | Bauernhaus  | Zweigeschossiger Flachsatteldachbau, sichtbares Bruchsteinmauerwerk mit Ziegelergänzungen, gequaderte Fenstereinfassungen, um 1800; zugehörig stattlicher Stadel, eineinhalbgeschossiger Satteldachbau, Holzständerwerk, gleichzeitig. | D-2-72-151-170 | BW   |
| Unterhöhenstetten 35 (Standort) | Wohnhaus    | Zweigeschossiger Massivbau mit Putzstreifengliederung und Satteldach, bezeichnet 1862; Hofeinfahrt, korbbogige Tordurchfahrt mit Nebeneingang, 19. Jahrhundert.                                                                        | D-2-72-151-168 | BW   |

### Wotzmannsreut
| Lage                        | Objekt              | Beschreibung | Akten-Nr.      | Bild |
| --------------------------- | ------------------- | --- | -------------- | ---- |
| In Wotzmannsreut (Standort) | Kapellenausstattung | Kruzifix mit Arma Christi und Heiligenfiguren,18./19. Jahrhundert, in moderner Kapelle. | D-2-72-151-171 | BW   |
| In Wotzmannsreut (Standort) | Bildsäule           | Toskanische Säule, Laterne mit Bildnische und Inschrift, bezeichnet 1882. | D-2-72-151-216 | BW   |
| Wotzmannsreut 16 (Standort) | Nebengebäude        | Zuhaus oder Traidkasten, eineinhalbgeschossiger Flachsatteldachbau, Erdgeschoss aus Bruchstein, Obergeschoss in Holz-Blockbauweise, 2. Hälfte 18. Jahrhundert, Portal bezeichnet 1884; Hofeinfahrt mit korbbogigem Tor, wohl 1884. | D-2-72-151-172 | BW   |

## Ehemalige Baudenkmäler
In diesem Abschnitt sind Objekte aufgeführt, die früher einmal in der Denkmalliste eingetragen waren, jetzt aber nicht mehr. Objekte, die in anderem Zusammenhang also z. B. als Teil eines Baudenkmals weiter eingetragen sind, sollen hier nicht aufgeführt werden. Aktennummern in diesem Abschnitt sind ehemalige, jetzt nicht mehr gültige Aktennummern.

| Lage                                                         | Objekt                                   | Beschreibung | Akten-Nr.      | Bild           |
| ------------------------------------------------------------ | ---------------------------------------- | --- | -------------- | -------------- |
| Waldkirchen Büchl 16 (Standort)                              | Türgerüst                                | Bezeichnet 1857 | D-2-72-151-9   | BW             |
| Waldkirchen Graben 2 (Standort)                              | Türgerüst                                | Bezeichnet 1841 | D-2-72-151-19  | BW             |
| Waldkirchen Graben 6 (Standort)                              | Türgerüst                                | Bezeichnet 1857 | D-2-72-151-20  | BW             |
| Waldkirchen Hauzenberger Straße (Standort)                   | Bildstock                                | Martersäule, 1856; südöstlich an der Hauzenberger Straße | D-2-72-151-59  | BW             |
| Waldkirchen Jahnstraße 4 (Standort)                          | Türgerüst                                | Bezeichnet 1862, Radabwehrstein (Prellstein) mit Volute | D-2-72-151-24  | BW             |
| Waldkirchen Kirchenweg 3 (Standort)                          | Türsturz                                 | Bezeichnet 1865 | D-2-72-151-30  | BW             |
| Waldkirchen Marktplatz 28 (Standort)                         | Steinerner Türsturz                      | Bezeichnet 1755 | D-2-72-151-5   | BW             |
| Waldkirchen Marktplatz 28 (Standort)                         | Radabwehrfigur (Prellstein)              | „Stoanerne Gretl“, Stein mit farbiger Fassung, 1972 | D-2-72-151-42  | weitere Bilder |
| Waldkirchen Passauer Straße 2 (Standort)                     | Steinerne Mariensäule                    | Bezeichnet 1755, ursprünglich am Marktplatz, gewundene Säule mit wulstartiger Basis und Kapitell, im Garten eines Wohnhauses | D-2-72-151-44  | BW             |
| Waldkirchen Unterhammer (Standort)                           | Türsturz                                 | Bezeichnet 1822; am Eisenhammerwerk | D-2-72-151-52  | BW             |
| Waldkirchen Weißbräugasse 2 (Standort)                       | Torgerüst                                | Rundbogig, profiliert, mit Schlussstein und Kämpfergesimsen, Anfang 19. Jahrhundert; in einem dreigeschossigen, traufständigen Haus; Nebentür bezeichnet 1830 | D-2-72-151-53  | BW             |
| Bernhardsberg In Bernhardsberg (Standort)                    | Ortskapelle                              | 1. Hälfte 19. Jahrhundert; mit Ausstattung. | D-2-72-151-68  | BW             |
| Böhmzwiesel Böhmzwiesel 16 (Standort)                        | Waldlerhaus                              | Eineinhalbgeschossiger, verschindelter Blockbau mit Massiv-Teil, kleine Fenster, 2. Hälfte 18. Jahrhundert | D-2-72-151-73  | BW             |
| Dorn Alte Dorfstraße 14 (Standort)                           | Mittertennhaus                           | Erdgeschossiger, z. T. offener Blockbau, 1. Hälfte 19. Jahrhundert | D-2-72-151-79  | BW             |
| Ensmannsreut Ensmannsreut 14 (Standort)                      | Hauptbau eines Vierseithofes             | Obergeschoss-Blockbau, 1. Hälfte 19. Jahrhundert, Dach später | D-2-72-151-81  | BW             |
| Erlauzwiesel Kirchenweg (Standort)                           | Steinsäule                               | Säulenkopf 1670. | D-2-72-151-86  | BW             |
| Frischeck Frischeck 1 (Standort)                             | Kirchenruine                             | Reste der 1809 profanierten und 1939 abgegangenen Wallfahrtskirche, 1722, Neubau 1741/45 von Severin Goldberger, niedriges Bruchsteinmauerwerk der nördlichen Kirchenhälfte; Gedenksäule, bildstockartiger, vierseitiger Kasten auf schlanker toskanischer Säule, bezeichnet 1958. | D-2-72-151-87  | BW             |
| Höhenberg Höhenberg 9 (Standort)                             | Waldlerhaus                              | Eineinhalbgeschossiger Blockbau, Ende 18. Jahrhundert, bemalte Dachuntersicht und Aufsattelung, bezeichnet 1855. | D-2-72-151-92  | BW             |
| Holzfreyung Holzfreyung 5 (Standort)                         | Nebenhaus eines ehemaligen Dreiseithofes | Obergeschoss-Blockbauten, 1. Hälfte 19. Jahrhundert; Dach später. | D-2-72-151-94  | BW             |
| Kühn Kühn 14 (Standort)                                      | Traidkasten                              | Zugehöriger kleiner Traidkasten, mit Giebelschrot, 18./19. Jahrhundert | D-2-72-151-98  | BW             |
| Lämmersreut Lämmersreut 3 (Standort)                         | Bauernhaus                               | Blockbau, 1. Hälfte 19. Jahrhundert, Dach später | D-2-72-151-100 | BW             |
| Lämmersreut Lämmersreut 20 (Standort)                        | Traidkasten                              | Zugehöriger Traidkasten mit Fenstern | D-2-72-151-101 | BW             |
| Manzing An der Straße Waldkirchen-Böhmzwiesel (Standort)     | Feldkreuz                                | 18. Jahrhundert; | D-2-72-151-104 | BW             |
| Oberhöhenstetten Oberhöhenstetten 20 (Standort)              | Traidkasten                              | Zum Vierseithof gehöriger kleiner Traidkasten, 1. Drittel 19. Jahrhundert | D-2-72-151-109 | BW             |
| Oberndorf Oberndorf 25 (Standort)                            | Gedenktafel                              | an die Volksdichterin Emerenz Meier (1874–1928) | D-2-72-151-114 | BW             |
| Pfeffermühle Pfeffermühlwiesen, östlich der Erlau (Standort) | Kapelle                                  | Holzbau, 19. Jahrhundert; mit Ausstattung; | D-2-72-151-117 | BW             |
| Pilgramsberg Pilgramsberg 4 (Standort)                       | Einzelhof                                | Obergeschoss verschindelter Blockbau mit Traufschrot, 2. Viertel 19. Jahrhundert | D-2-72-151-120 | BW             |
| Pollmannsdorf Fürhäuptel (Standort)                          | Bildstock                                | Sogenannte Pestsäule, toskanische Säule mit Laterne, mit Bildnische und Inschrift, bezeichnet 1682. | D-2-72-151-121 | BW             |
| Raffelsberg Hauptstraße (Standort)                           | Bildstock                                | Säule mit Laterne, bezeichnet 1778; westlich an der Hauptstraße | D-2-72-151-123 | BW             |
| Reut Reut 11 (Standort)                                      | Haustür mit Granitgewände                | Bezeichnet 1838 | D-2-72-151-128 | BW             |
| Saßbachmühle Am Hauptgebäude der Mühle (Standort)            | Kruzifix mit Arma Christi                | Bäuerlicher Nachbarock, Anfang 19. Jahrhundert | D-2-72-151-133 | BW             |
| Schauerbach Dickenbüchel 5 (Standort)                        | Alte Ausstattung der Waldkapelle         | von 1966; bei Dickenbüchl. | D-2-72-151-136 | BW             |
| Schiefweg An der Straße nach Richardsreut (Standort)         | Bildstock                                | Bezeichnet 1706 | D-2-72-151-141 | BW             |
| Schiefweg An der Straße nach Wotzmannsreut (Standort)        | Steinernes Sühnekreuz                    | 16. Jahrhundert; außerhalb des Ortes | D-2-72-151-142 | BW             |
| Schiefweg (Standort)                                         | Bildstock                                | Pestsäule, bezeichnet 1652 | D-2-72-151-144 | BW             |
| Solla Solla 14 (Standort)                                    | Bauernhaus                               | Eineinhalbgeschossig, Oberteil-Blockbau, Anfang 19. Jahrhundert | D-2-72-151-147 | BW             |
| Unholdenberg Unholdenberg 9 (Standort)                       | Bauernhof                                | Obergeschoss-Blockbau mit Satteldach, Steinfenstergerüsten, Bemalungsspuren am Stadeltor, bezeichnet am Türgerüst 1877. | D-2-72-151-160 | BW             |
| Unholdenberg Unholdenberg 13 (Standort)                      | Türgerüst                                | Bezeichnet 1854 | D-2-72-151-163 | BW             |